# Fling in the Ring
Fling in the Ring (br.: Três sujeitos pancadas) é um filme curta metragem estadunidense de 1955, dirigido por Jules White. É o 159º de um total de 190 da série com os Três Patetas produzida pela Columbia Pictures entre 1934 e 1959.

## Enredo
Os Três Patetas são treinadores do lutador de boxe Chopper Kane (Matador Kane pela dublagem brasileira, interpretado por Richard Wessel). Eles trabalham para Big Mike (Frank Sully), um trapaceiro que aposta que Kane irá perder para o oponente dele, Gorilla Watson. Ele chama os Patetas e os manda fazer com que Chopper perca a luta (após o trio ter apostado todo o dinheiro na vitória dele).
Ameaçados por Kane, os Patetas tentam "amolecer" Chopper e na véspera da luta lhe dão uma farta refeição e lhe apresentam uma garota. Mas na noite da luta, Chopper aparece furioso pois brigara com a moça com quem iniciara um namoro. Logo depois chega Gorilla Watson que se enfurece com os Patetas e tenta socar Moe, mas machuca a mão na parede. A luta é cancelada e os Patetas ficam felizes pois reaverão seu dinheiro mas Big Mike está bravo pois deixara de ganhar dez mil dólares com as apostas fraudulentas. Ele e seus homens perseguem os Patetas até um armazém onde Shemp consegue nocautear a todos. Mas ele também acaba desacordado e ao tentarem reanimá-lo com água, Moe e Larry acordam os bandidos. Mesmo assim conseguem fugir carregando Shemp desmaiado.